# 安尼塔 (加利福尼亞州)
安尼塔（英語：Anita）是位於美國加利福尼亞州比尤特縣的一個非建制地區。該地的面積和人口皆未知。

## 地理
安尼塔的座標為39°48′39″N 121°58′42″W / 39.81083°N 121.97833°W，而該地的平均海拔高度為48米（即157英尺）。